# 板倉勝俊
板倉 勝俊（いたくら かつとし）は、江戸時代後期の大名。陸奥国福島藩9代藩主。官位は従五位下・甲斐守。重昌流板倉家第12代。

## 略歴
先代藩主・板倉勝長の長男として誕生した。母は脇坂安親の娘。幼名は亥三郎。

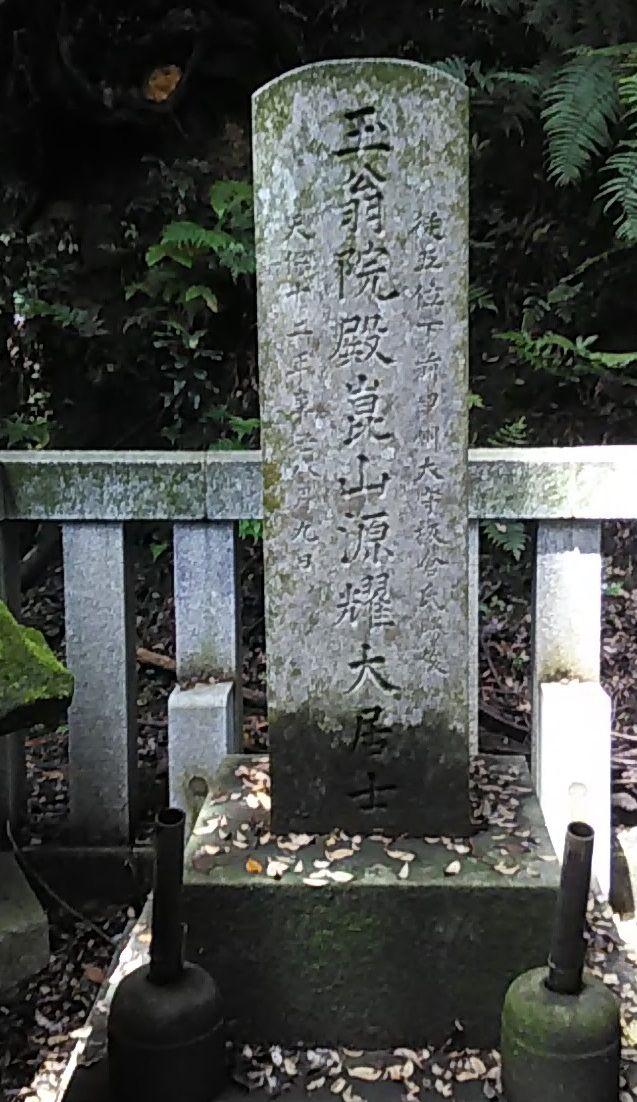
板倉勝俊の墓(西尾市長圓寺)

文化12年（1815年）、父の死により家督を相続する。文武奨励を図り、天保4年（1833年）には物産会所と呼ばれる領内特産品専売機構を作った。江戸詰家老池田新兵衛ら反勝俊派の工作により、天保5年（1834年）隠居し、跡を長男の勝顕に譲る。天保12年（1841年）に死去した。

## 系譜
父母
- 板倉勝長（父）
- 八重（母） - 脇坂安親の娘

正室
- 貞 - 上杉治広の娘

側室
- 杉山氏

子女
- 板倉勝顕（長男） 生母は貞
- 本多成功（次男）
- 永井尚服（七男） - 永井尚典の婿養子
- 板倉勝弘（八男） 生母は杉山氏
- 板倉勝敬（九男）
- 九鬼隆都継室
- 錦 - 岩城隆喜正室